# コンカ・カザーレ
コンカ・カザーレ（イタリア語: Conca Casale）は、イタリア共和国モリーゼ州イゼルニア県にある、人口約200人の基礎自治体（コムーネ）。

## 地理

### 位置・広がり
イゼルニア県南西部のコムーネである。

#### 隣接コムーネ
隣接するコムーネは以下の通り。括弧内のFRはフロジノーネ県所属を示す。
- ポッツィッリ
- サン・ヴィットーレ・デル・ラーツィオ (FR)
- ヴェナフロ
- ヴィティクーゾ (FR)